# Танеєвка (Саранський міський округ)
Тане́євка (рос. Танеевка) — присілок у складі Саранського міського округу Мордовії, Росія.

## Населення
Населення — 65 осіб (2010; 89 у 2002).
Національний склад (станом на 2002 рік):
- росіяни — 83 %